# Aljama
 Aljama  — испанский термин арабского происхождения, употреблявшийся в официальных документах и литературе для обозначения самоуправляющихся общин мавров или евреев, живших в испанских владениях. Еврейские общины в Испании вследствие своей социальной обособленности и своеобразности духовного строя всегда составляли особые группы среди остального населения. Податная система, по которой ответственными за сборы податей с евреев являлись не отдельные лица, а представители общин, заставляла испанское правительство наделять этих представителей — раввинов и светских старшин — широкими полномочиями в сфере местного самоуправления и суда. Ещё вестготские короли (до VIII века) налагали подати не на каждого еврея отдельно и не на главу семьи, а на целую общину, предоставив ей распределять подати между своими членами. Но как при вестготах, так и в эпоху арабского владычества не было определённой системы в деятельности раввинов и старшин, а также не было определённости и в отношении правительства к еврейским общинам. Только после реставрации христианского управления (с XIII века) отношение правительства к еврейским подданным приобретало постепенно более определённый характер. В 1219 и 1284 годах в Толедо, в 1273 году в Барселоне, в 1290 году в Уэте и несколько раз в течение этого периода в Португалии — происходили совещания испанских чиновников с еврейскими представителями для установления точной податной нормы в еврейских общинах и урегулирования сбора податей. Это официальное признание автономности еврейской общины должно было повести к более точному разграничению сфер власти правительственной и общинной администрации на местах. Сюда часто вторгалась и юрисдикция местного духовенства — в лице епископов, которые во многих епархиях имели феодальные права над общинами; в таких местах периодические выборы раввинов и судей происходили под контролем епископов. Выборные старшины и судьи считались ответственными за поведение еврейской общины.
Существовала также должность придворного раввина, который являлся представителем общинных интересов перед правительством. Ясное представление об автономии еврейских «альхама» в Испании давало устав (или «tecana» — еврейское слово, подобно слову «Sanedrín», вошедшее в испанский язык), выработанный на съезде раввинов и старшин в Вальядолиде в 1432 году. Этот документ, написанный частью на еврейском, частью на испанском языке еврейскими буквами, сохранился в Bibliothèque Nationale в Париже (Fonds hébreux, № 586). Ha съезде рассматривались следующие вопросы:
1. устройство еврейских школ, и размер налога на их содержание;
2. избрание судей и придворного раввина (Rab de la corte); этому вопросу отводится много места в tecan’е, или постановлении съезда;
3. положение каждого отдельного еврея по отношению к государству; это был наиболее важный среди обсуждаемых вопросов. Так как евреям издавна предоставлялось право иметь своих особых судей для разбора гражданских и уголовных дел и так как «христиане, даже хорошие законоведы, незнакомы с еврейскими законами», то евреи — согласно этой «текане» — не вправе обращаться к христианскому судье ни в делах религиозных, ни в гражданских, за исключением споров по податным расчётам.

Во всех других случаях обращение к христианскому суду могло состояться только с разрешения «даяна», или еврейского общинного судьи. Еврей, который арестует другого еврея при помощи христианина, должен быть задержан даяном. За вторичное нарушение такого же характера он подлежал клеймению и изгнанию; за совершение проступка в третий раз полагалась смертная казнь.

## Этимология и развитие концепции
Слово «Aljama» происходит от арабского «jama» (сбор) с определенным артиклем «al». В эпоху арабского владычества это слово употреблялось как название мусульманских религиозных обществ и крупных мечетей, а также для обозначения еврейской общины, синагоги, школы. Этот термин был впоследствии усвоен христианами и стал употребляться в более широком смысле, обозначая кварталы, населённые евреями и арабами. Часто для большей точности употреблялись выражения: «Aljama de los judíos» и «Aljama de los moros». Ho с течением времени христиане стали употреблять это слово преимущественно для обозначения еврейской общины: в испанской литературе «Aljama» заменяло собою часто слова «Sanedrín» и «judería» (еврейство, еврейский квартал) или же молитвенный дом. Такое употребление слова вело своё начало с отдалённых времен; в произведениях XIII века: «Поэма Александра», «Milagros de nuestra sennora» и в «Duello de la Virgen» Гонсало де Берсео — слово Aljama или Alfama употребляется для обозначения населения древнего Иерусалима; историк XVI века Мариана употребляет термин Aljama для обозначения синагоги («они опустошили их дома и aljam’ы»).
Рядом с этим термином, для обозначения еврейской общины употреблялось и еврейское слово «Kahal», вошедшее в обиход, как видно из упомянутого устава 1432 года.